# Comoedia Mundi

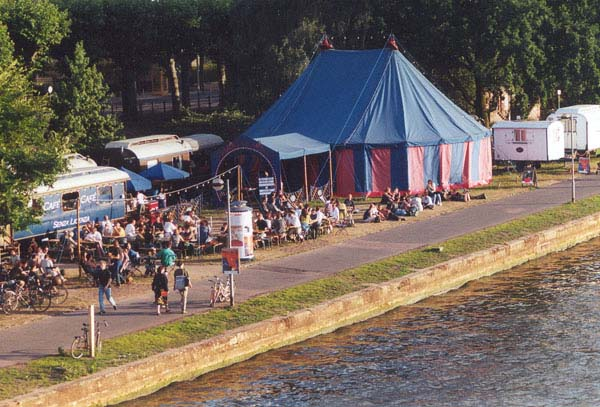
Comoedia Mundi in Frankfurt am Main

Das Zelttheater Comoedia Mundi e. V. ist ein deutsches Tourneetheater.

## Das Konzept
Im Sommer spielt das Theater in einem Zelt in verschiedenen Städten. Im Winter werden die Produktionen in festen Häusern, Theatern, Kulturhallen aufgeführt. Der vorhandene Rahmen von Theater und Café-Wagen wird zusätzlich durch Veranstaltungen von Gastspielen, Kindertheateraufführungen und Musikprogrammen genutzt.

## Das Ensemble
Das Theater wurde 1983 mit dem Bedürfnis, sich in konkreten Produktionen als Schauspieler zu verwirklichen, gegründet.
Inzwischen ist daraus ein internationales Ensemble mit wechselnden Mitgliedern aus den Niederlanden, der Schweiz, Frankreich, Italien und Deutschland geworden. Die Mitglieder verfügen über eine professionelle Ausbildung und Berufserfahrung, oft nicht nur im schauspielerischen, sondern auch im musikalischen Bereich. Die Gruppe sucht sich ihr Thema, das durch eine intensive Recherche und Improvisationsarbeit sehr persönlich inszeniert wird.
Seit 1993 werden verstärkt Solo- und Duo Produktionen entwickelt, mit denen einzelne Mitglieder im Winterhalbjahr touren. Gleichzeitig werden diese Stücke auf der Zelttournee mit aufgeführt. Die Schauspieler ziehen für ihre Inszenierungen und im Ausstattungs- und Technikbereich zu den Produktionen Fachkräfte von außen hinzu.
Der gemeinnützig anerkannte Trägerverein hat seit 1988 in der Nähe der Stadt Nürnberg im Schloss Trautskirchen Räume angemietet. Dort wird geprobt, in eigenen Werkstätten die Ausstattung erstellt und der Fuhrpark gewartet.

## Technik
Es ist das einzige Tourneetheater in Bayern mit eigener mobiler Spielstätte. Bundesweit gibt es höchstens eine Handvoll konzeptionell vergleichbarer Theater. Das Theater verfügt über ein Zelt mit bis zu 200 Plätzen, 35 m² Bühnenfläche, eigener Lichtanlage mit 50 kW, Fuhrpark mit 11 Circuswagen, drei LKW-Zugmaschinen. Neben Pack- und Café-Wagen ist das der mobiler Lebensraum für neun bis zehn Mitglieder auf Tournee. Angegliedert ist eine einmalige Tourgastronomie im Café-Wagen Senza Licenza, der gleichzeitig Ort für Musikveranstaltungen und Lesungen ist.

## Förderungen und Auszeichnungen
Gefördert wird das Theater seit 1997 durch das bayerische Ministerium für Wissenschaft, Forschung und Kunst. 2005 wurde das Theater mit dem Wolfram-von-Eschenbach-Förderpreis des Bezirks Mittelfranken ausgezeichnet.

## Produktionen
- 1983: Die Wanderung
- 1984: Die Welt mit acht Ecken
- 1985: Chef Ahoi, Regie: Peter Spielbauer
- 1986: Glücklichter, Regie: Peter Spielbauer
- 1987: Babylon – eine histerische Revue, Regie: Michael Deckner
- 1988: Exil – ein Heimatstück ohne Grund & Boden, Regie: Michael Deckner
- 1989: Der Stein der Weisen, eine kritische Wissenschaftsrevue, Regie: Michael Deckner
- 1990: Tintentod – eine Comic-Affaire, Regie: P.M. Lauenburg
- 1991: Cafétheater
- 1993: Der Himmel ist grün, Regie: Andrea Maria Erl
- 1994: Der Himmel ist grün Neuinszenierung, Regie: Herbert Fischer
- 1995 und 1996: Die Göttliche Komödie, nach Dante Alighieri, Regie: Herbert Fischer
- 1997: Tartuffe oder die Betrüger, (1997), Buch: Molière, Jürgen Erdmann, das Ensemble, Regie: Herbert Fischer
- 1998: Delikatessen – Hörmenü (1998), Loes Snijders (Gesang), Jürgen Mayer (Piano, Gitarre)
- 2000/2001: Die 270. Nacht, frei nach “Ali Baba und die vierzig Räuber” aus 1001 Nacht, Buch: trad. Ulrike Möckel, ensemble, Regie: Ulrike Möckel
- seit 2001: Der kunterbunte Zauberesel Kinderstück, Buch: Matthias Sodtke, Lappan Verlag, Regie:Ulrike Möckel
- seit 2002: Der Literaturständer, pornographische Lesung: Fabian Schwarz, Moise Schmidt
- 2003: Die Kluge, Theaterstück frei nach dem Märchen “Die kluge Bauerntochter” der Brüder Grimm, Regie: Ulrike Möckel
- 2005: Die 270. Nacht – Wiederaufnahme, Des Kaisers neue Kleider – frei nach Hans Christian Andersen, Kinderstück von Loes Snijders
- 2006: Dulcinea – Don Quijote ist tot, es lebe Don Quijote! – Nach dem Roman "Don Quijote de la Mancha" von Miguel de Cervantes, Text und Regie: Ferruccio Cainero
- 2008: Eine Bettleroper frei nach John Gay und Bertolt Brecht, Text und Regie: Herbert Fischer
- 2011: Aufstieg & Fall der Stadt Passau nach Carl Amerys Der Untergang der Stadt Passau, Regie: Herbert Fischer
- 2012: Frau Sonntags Woche Buch: Loes Snijders, Regie: Ulrike Möckel
- 2013: Ulenspiegel Regie: Herbert Fischer
- 2019: Frankenstein nach Mary Shelley, Bearbeitung: Fabian Schwarz, Regie: Loes Snijders

## Tourneeorte
Es wurden Gastspiele in folgenden Städten durchgeführt:
In Bayern: Ansbach, Aschaffenburg, Augsburg, Bamberg, Erlangen, Fürth, Herzogenaurach, Ingolstadt, Landshut, Lauf, München, Neustadt a.d. Aisch, Nürnberg, Regen, Regensburg, Rosenheim, Würzburg.
In weiteren Bundesländern: Aachen, Ahlen (NRW), Frankfurt am Main, Freiburg im Breisgau, Gießen, Heidelberg, Kassel, Konstanz, Köln, Ludwigsburg, Mainz, Pforzheim, Saarbrücken, Ulm, Weilburg, Wiesbaden, Worms
In Österreich: Salzburg und Wien
In der Schweiz: Basel, Biel, Frick, Rüti, Solothurn, Wädenswil, Zürich.
Insgesamt besuchten diese Aufführungen bis heute weit über 150.000 Zuschauer.